# 雷鳥防空飛彈
英國電氣雷鳥防空飛彈（英語：English Electric Thunderbird）是一款為英國陸軍生產的英國中程地對空飛彈，主要目標為48公里以外之遠程、中高空目標，以為戰場提供廣範圍的防空火力。高射砲則用於應對低空的威脅。雷鳥防空飛彈於1959年投入使用，並於1966年進行一次重大中期升級為雷鳥Ⅱ型防空飛彈，隨後於1977年逐步淘汰。1967年後，退役的雷鳥飛彈亦轉由沙烏地皇家空軍繼續使用。
雷鳥飛彈的性能與其它野戰機動防空飛彈類似（如美國MIM-23鷹式飛彈和蘇聯全機動式SA-4飛彈）。經過中期升級後，新的雷鳥Ⅱ型飛彈與英國皇家空軍的尋血獵犬飛彈共享多種零組件，並配備調頻連續波（FMCW, Frequency Modulated Continuous Wave）雷達半主动雷达制导系統，該系統具有很強的抗雷達干擾能力，即使在非常低的高度也能夠跟蹤目標。
雷鳥飛彈是當時英國陸軍唯一的重型防空飛彈。由於雷鳥飛彈的存在，使得敵方航空機於中高空飛行無異於自殺，近地飛行成為新的常態，進而導致距離較短、反應更迅速的防空需求。當輕劍防空飛彈問世後，雷鳥防空飛彈便迅速被其取代。

## 歷史

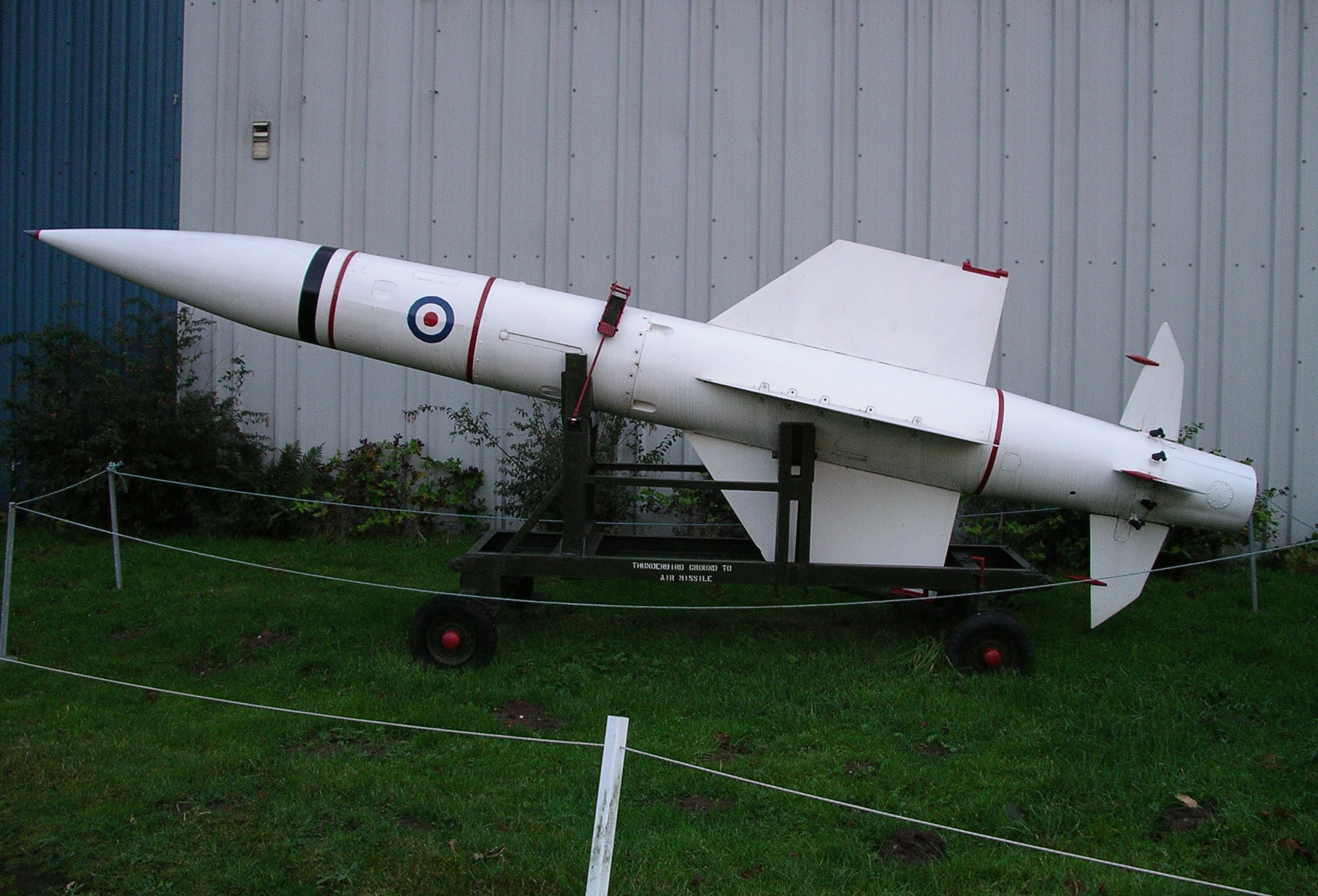
無助推火箭的雷鳥Ⅰ型飛彈於英國米德蘭航空博物館展覽

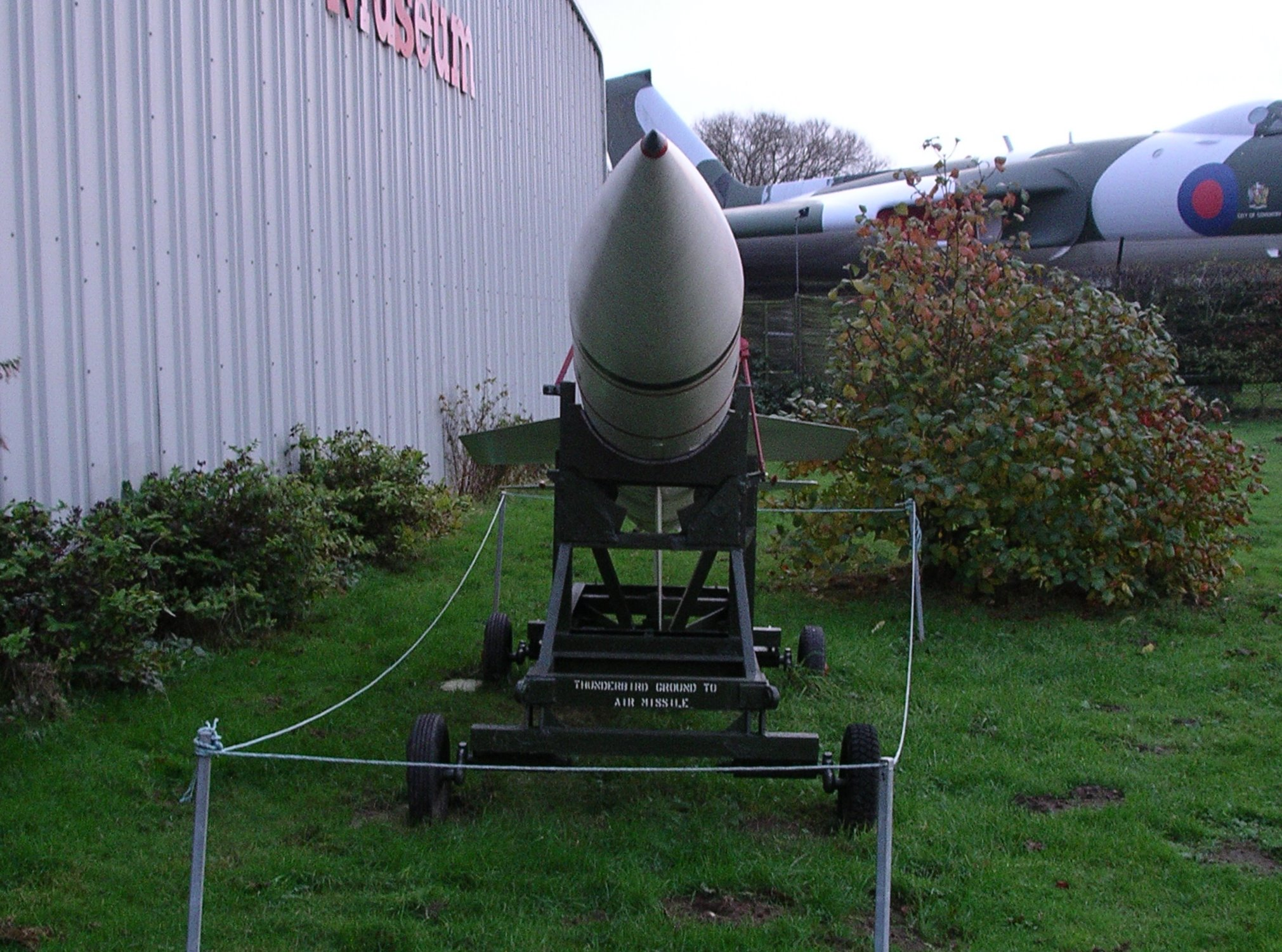
雷鳥防空飛彈的正面

### 海蛞蝓和紅異端
雷鳥防空飛彈的歷史可以追溯到1947年英國飛彈項目的重組。當時英國陸軍、皇家海軍和皇家空軍正在研究各種精確制導武器的研發。這些項目都交由英國軍需部進行研發，並由皇家航空研究院提供技術指導。
皇家航空研究院著手的項目之一便是1943年海軍開發的一款艦載防空飛彈，該項目可在掛載航空炸彈和反艦飛彈的飛機到達射程之前便將其擊落。1944年3月，軍需部内部成立了一個名為GAP委員會的小組來負責此設計以及陸軍的類似方案。該小組隨著多次改革而不斷擴大此項目的規模及重要性，最終促使名為LOPGAP（英語：Liquid Oxygen and Petrol Guided Anti-aircraft Projectile，直譯：液氧汽油燃料導引防空飛彈）項目的誕生。阿姆斯壯·維特沃斯贏得開發該項目使用之液體燃料火箭引擎的合約。
隨著主要空中威脅從螺旋槳驅動的中型轟炸機演變為喷气发动机的攻擊機，海軍的最初設計經過多次翻新，但在性能需求方面基本保持不變：該飛彈將使用海軍909型雷達發射的波束進行乘波導引，射程約為17—34英里，具有足以對抗亞音速飛機的作戰能力。1947年，該項目在被轉移到皇家航空研究院不久前更名為海蛞蝓（Seaslug）。皇家航空研究院有意使用能源轉換率較高的冲压发动机技術於該項目，而要求德哈維蘭提交一份衝壓引擎設計。然而此時德哈維蘭正專注於競標紅鷹空對空飛彈的專案，因此合約最終給了布里斯托爾航天公司。
GAP委員會也考慮了陸軍和空軍的需求，打算為其開發與艦載海蛞蝓飛彈相同技術的陸基防空飛彈，但打擊目標改為57英里遠且性能更強的飛機。作為一個新項目，它獲得名為紅異端（Red Heathen）的色彩代號，並由英國電氣公司贏得該開發合約。

### 階段計劃
由於無線電波束在空間中的傳播會隨著距離的增加而分散，使得乘波導引系統僅在較短距離內有效，皇家航空研究院發表的一篇論文表明現有雷達性能無法滿足紅異端的精度要求，意味著必須為此項目開發新型火控雷達，進而又導致對紅異端設計理念的重新評估。
1949年，軍需部重新評估其承包的各種飛彈計劃，並將其分為2個階段進行部署。第1階段將為英國軍隊部署基於LOPGAP理念的一系列海蛞蝓家族飛彈，射程僅為20英里，具備對抗位於中高空的亞音速或低超音速攻擊機的能力。最初的紅異端長程防空飛彈的概念隨後則成為第2階段的主題，以在20世紀60年代取代第1階段部署的防空飛彈，其射程將大大延長，可達240公里，並且能夠攻擊超音速飛機。
為此紅異端項目於1949年作為半主動雷達導引系統重新出現，由英國電氣公司、英國飛機公司及帝國金屬工業合作開發，其作戰範圍與海蛞蝓飛彈相同。布里斯托爾的衝壓引擎飛彈設計被重定向至紅異端項目以滿足技術需求。這兩種設計都將使用同一種雷達，由費蘭蒂開發的戰術控制雷達和軍需部雷達研究與發展機構研發、英國湯姆森-休斯頓生產的黃河（Yellow River）火控雷達組成。
1952年，這些項目開始出現分歧，海蛞蝓飛彈以射程較短的規格重啟開發，布里斯托爾的衝壓引擎設計變成了紅防塵風衣（Red Duster），而英國電氣的半主动雷达制导設計則變成了紅鞋（Red Shoes）。這些項目通過更改規格需求而與早期預警雷達和格羅斯特標槍攔截機一同滿足軍需部第1階段的要求。最初射程更遠的红異端飛彈設計理念則被轉移至另一個“綠色仙女棒”（後來的藍信使衝壓引擎防空飛彈）項目，並在1960年代與更新的雷達和攔截機一起降級優先度至第2階段。

### 發展

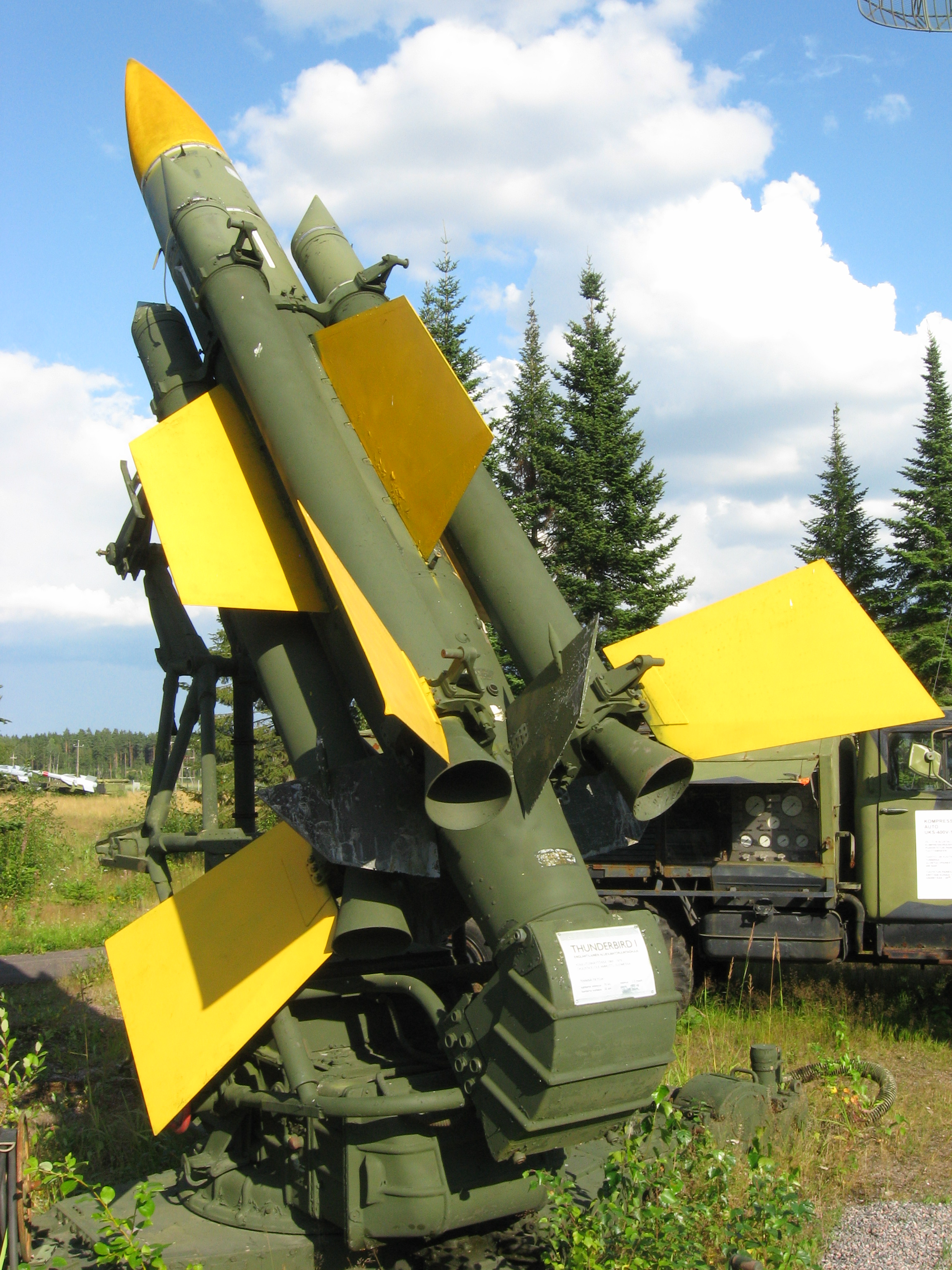
芬蘭图苏拉防空博物館内展示的鮮豔塗裝雷鳥Ⅱ型防空飛彈，主控制翼與Ⅰ型相比經過重新設計

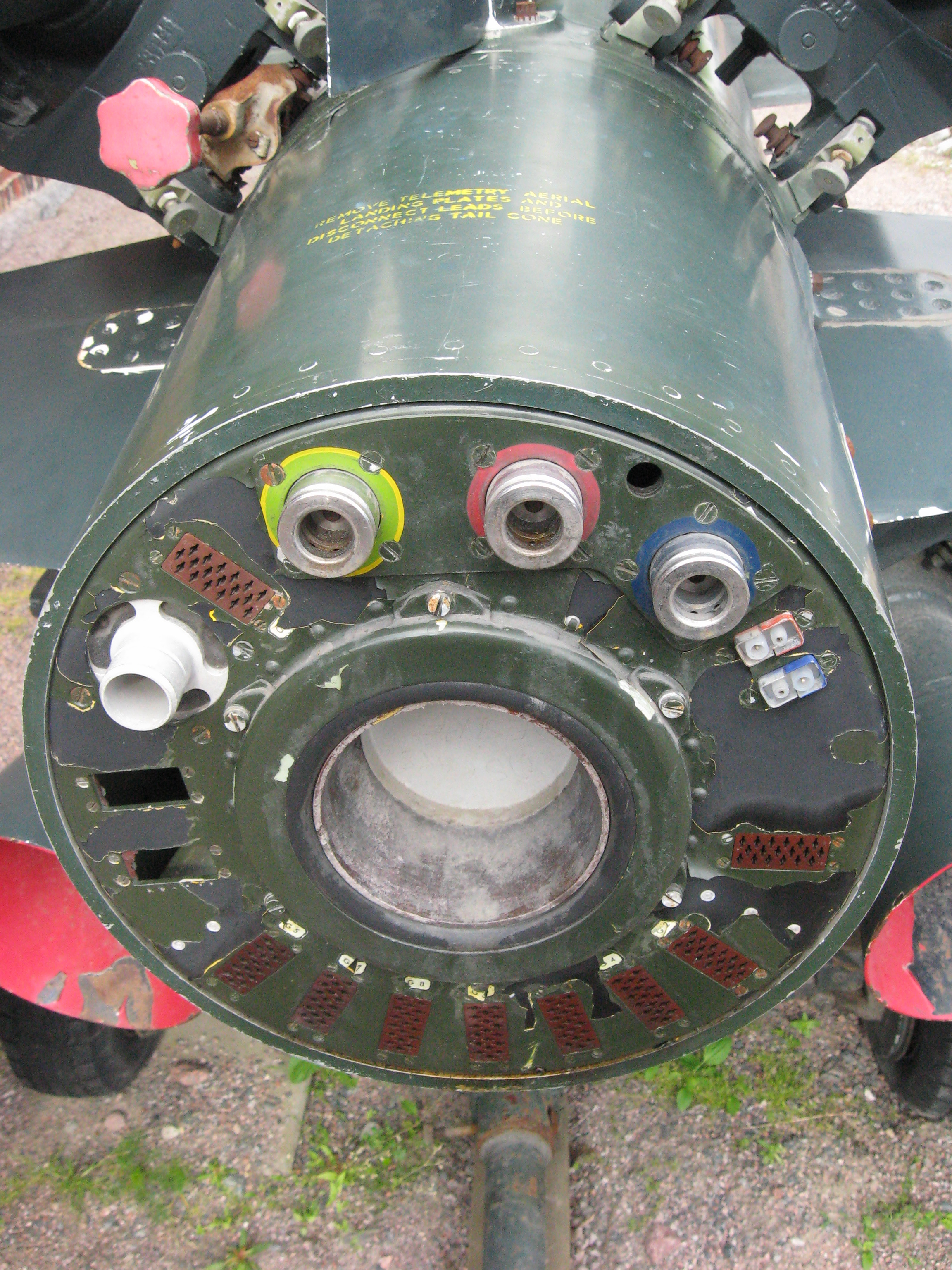
芬蘭砲兵博物館展示的雷鳥飛彈後端連接部近照

英國電氣公司的設計為一個相當簡單的圓柱形彈身及圓錐形彈頭，機身中段後方有4個短三角翼，尾部也有4個齊平較小的控制翼面，與中段機翼呈一直線，機身在控制翼面下方的最後段輕微收窄。維持飛行階段的動力由專為其開發的內皮爾液體燃料火箭引擎提供，助推階段則由位於控制翼面和機翼之間的4個小鵝3型（Gosling）固體燃料火箭助推發射。助推火箭內裝204公斤固體燃料，並有一個超大的翼面，每個翼面末端都有一個醒目的垂直小平坦平面。該平面提供了向外的阻力向量，在助推器的外翹彈頭的幫助下有助於在耗盡燃料時將助推火箭分離本體。飛彈使用半主動雷達導引，並由費蘭蒂83型黃河脈衝雷達進行目標的捕捉及照明。與之競爭的紅防塵風衣也使用相同的雷達。
紅鞋項目的實驗測試中使用D1至D4編號的飛彈原型。D1和D2於測試中檢測出一些基本配置問題，而D3和D4則用於測試此設計的空气动力学。陸軍以現場很難處理高反應性燃料的理由要求將液體燃料改為較穩定的固體燃料。因此後續又嘗試了幾種不同型號的巡航階段引擎，其中大多數被稱為盧頓測試引擎（LTV, Luton Test Vehicle）。最終採用帝國金屬工業開發的信天翁（Albatross）固體燃料引擎。
在紅鞋項目處於測試階段的同時，紅防塵風衣項目也開始進入測試階段。然而其在測試初期便在引擎點火器上出現致命的缺陷，使得陸軍不再對此設計展現任何興趣。最終，雖然紅防塵風衣的問題很快得到解決，並以布里斯托爾尋血獵犬Ⅰ型（Bristol Bloodhound Mk.Ⅰ）防空飛彈的正式名稱問世，但只有英國空軍採購此型號，英國陸軍轉而採購稍後亮相的雷鳥飛彈。
量產型紅鞋飛彈不久後被正式命名為雷鳥飛彈，並於1959年開始服役，列裝於皇家砲兵第36和第37重型防空團。這是第一枚由英國自主設計和生產並在英國陸軍服役的飛彈。

### 改進型號
雖然第一階段飛彈的開發仍在進行中，但事實證明第2階段的性能規格遠遠超出了現有技術水平，不可能在紅防塵風衣及紅鞋飛彈仍然服役時實際投入使用。與此同時，雷達技術的進步正在迅速發展，因此英國決定使用新型連續波雷達對第1階段飛彈進行重新設計，以極大地提高現有飛彈的性能。此階段設計被分類為第1.5階段。
雷鳥飛彈的第1.5階段設計採用開發中的新式86型火控雷達“靛藍開瓶器”（Indigo Corkscrew）。該雷達隨著開發進程曾多次更改名稱，如綠亞麻（Green Flax），在一些帶有該名稱的文件丟失後，它再被假定為黃廟（Yellow Temple）。在正式服役後，它被稱為AD10號火控雷達（Radar, AD, No 10 (fire control)）。新型雷達極大地提高針對低空目標的性能，並顯著強化反電子對抗措施的能力。
為了支援雷鳥飛彈在戰場上的作戰，各防空團配備了通稱為大耳（Big Ears）的新型AD11號戰管雷達和通稱為諾迪（Noddy）的AD12號測距雷達，以為他們提供更遠距離的監視設備。這些雷達也被馬可尼稱為S303和S404，英國皇家空軍也稱為AMES 88型和89型。1977年退役後，它們被移交給英國皇家空軍並用於戰術管制。
雷鳥飛彈的其他部分也進行了一些改動。雖然尺寸保持不變，但新版本具有加大至250公斤固體燃料的小鵝4型助推火箭、更大且具有前後曲線的中段機翼以及長細比更高的新彈頭。助推器彈頭外形不再外翹，但其尾翼的平面變得更大。總體而言，與升級後變得更大的尋血獵犬飛彈不同，升級後的雷鳥飛彈看起來仍然很像Ⅰ型版本。
升級後的雷鳥飛彈被稱為雷鳥Ⅱ型。它們於1966年投入使用，並於1977年退役。

## 使用國

### 已退役
英国
英國陸軍
 芬兰
芬兰陆军 - 原本有意採購雷鳥飛彈或是尋血獵犬飛彈，但最後取消計劃並於1960年代後期接收一部分庫存用於訓練。於1979年全數退役。
 沙烏地阿拉伯
沙烏地阿拉伯皇家空軍 - 1967年採購37枚二手的雷鳥Ⅰ型飛彈。

### 潛在使用國
英國與利比亚和尚比亞進行採購談判。

## 博物館

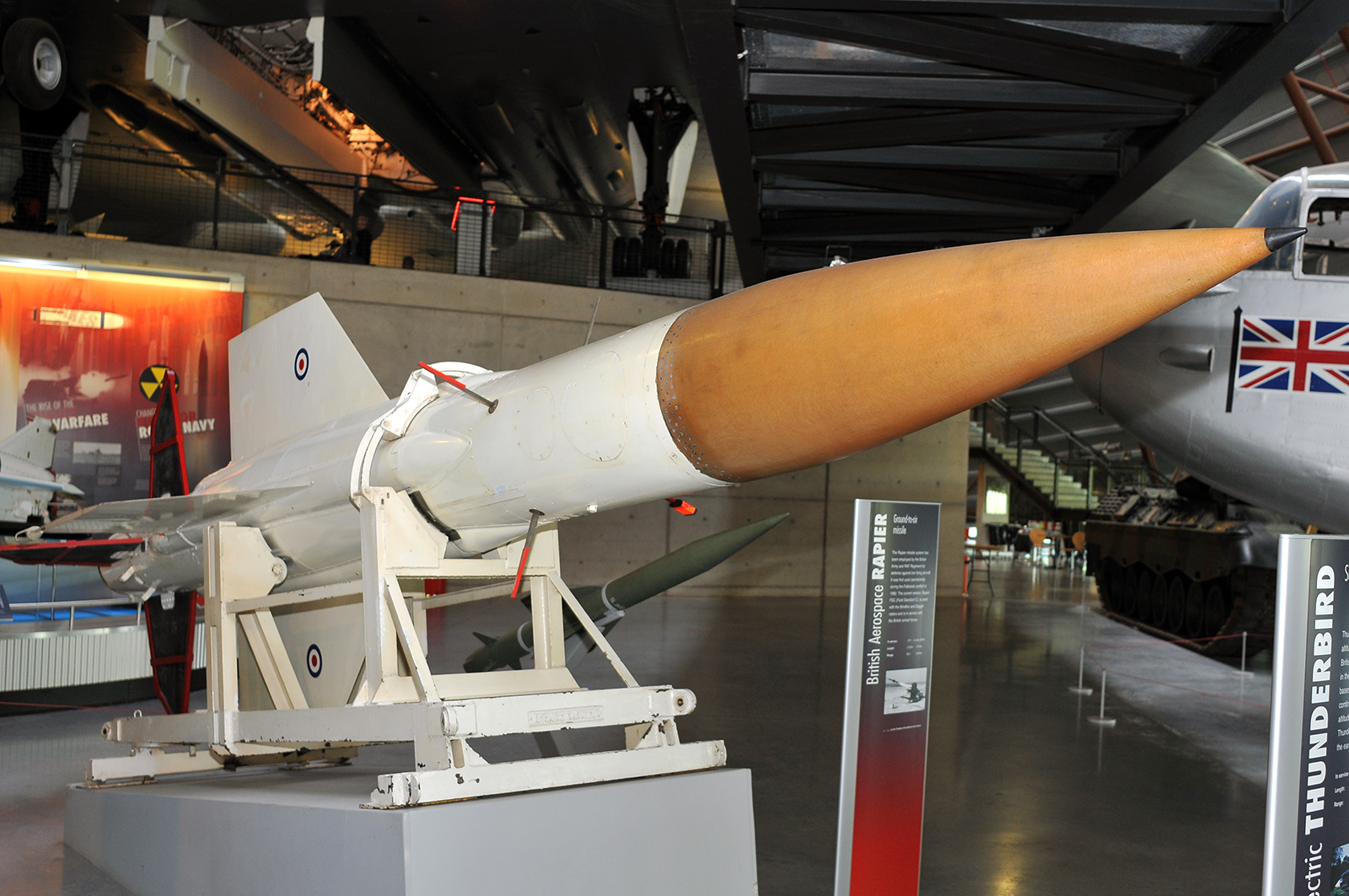
科斯福德英國皇家空軍博物館的雷鳥飛彈

雷鳥飛彈是英國很受歡迎的博物館藏品。其中1枚飛彈現在陳列於英國華威郡米德蘭航空博物馆外。1具發射器陳列於英國伍利奇的皇家砲兵博物館。位於蘇格蘭愛丁堡郊外的國家航空博物館展出了雷鳥Ⅰ型飛彈。
埃塞克斯郡莫爾登的聯合軍種軍事博物館外展示著1枚雷鳥飛彈。康沃爾郡普雷丹納克防空砲台暨博物館有展出雷鳥的彈頭及部分主體部件。
其中有2枚芬蘭的雷鳥飛彈於當地博物館展出，其中1枚位於海門林納軍事博物館，另1枚位於圖蘇拉防空博物館。
澳國南澳大利亚州的伍麦拉试验场有展示一枚雷鳥飛彈。

### 引文
1. ↑  "English Electric Thunderbird" （页面存档备份，存于）.
2. ↑  Cavendish 1996，第76頁.
3. ↑  Twigge 1993，第30-32, 100, 163頁.
4. ↑  Murray 2003，第2-5頁.
5. ↑  Korb 1982，第317-318頁.
6. ↑  Twigge 1993，第100頁.
7. 1 2 3 4 5 6  Twigge 1993，第163頁.
8. ↑  Bud & Gummett 2002，第228頁.
9. ↑  雷鳥防空飛彈系統的存檔，存档日期5 September 2008.
10. ↑  .   [2023-08-04]. （原始内容存档于2023-06-29）.
11. ↑  .   [2023-08-04]. （原始内容存档于2014-06-02）.
12. ↑  .   [2023-08-12]. （原始内容存档于2023-08-12）.

### 圖書
- . Flight. 25 September 1959: 295–299, 302–303. （原始内容存档于2013-10-03） （英语）.
- . War Machine Magazine. Vol. 114 (Orbis Publishing). 1983: 2807 （英语）.
- Cavendish, Marshall. . Barnes & Noble. 1996. ISBN 9780760702642 （英语）.
- Twigge, Stephen. . Taylor & Francis. 1993. ISBN 9783718652976 （英语）.
- Murray, Jerome. . 2003 （英语）.
- Korb, Edward L. . 1982 （英语）.
- Bud, Robert; Gummett, Philip. . NMSI Trading Ltd. 2002. ISBN 9781900747479 （英语）.

## 外部連結
维基共享资源上的相關多媒體資源：雷鳥防空飛彈
- 1959 年《飛行》雜誌上的雷鳥廣告“強調機動性” （页面存档备份，存于）